# アミダ・ブライマー
アミダ・アビオラ・ブライマー (Amida Abiola Brimah, 1994年2月11日 - ) は、ガーナ出身のプロバスケットボール選手。大学はコネチカット大学を卒業した。

## 大学での経歴
ブライマーはハスキーズで2013–14 NCAA チャンピオンシップシーズンの優勝を経験した。トーナメント初戦のセントジョセフ大学戦、4Q残り39秒で67-70と3点のリードを許したコネチカット大は、ブライマーが相手のミスショットをリバウンドで獲得、味方の3ポイントシュートにつなぎ、同点に追いついた。コネチカット大は結局オーバータイムを制してゲームに勝利した。ブライマーのプレーはコネチカット大のタイトル獲得のターニングポイントとして挙げられた。
2014年12月15日、彼はコッピン州立大学との試合で40ポイントを獲得し、ハスキーズで1試合40ポイントを挙げた11人目の選手となった。ブライマーは13本のシュートを決め、コネチカットは106-85で勝利した。シーズンの終わりに、彼は全てのカンファレンスで入賞に選ばれた。
コネチカット大でのキャリアで、ブライマーは平均6.7 ポイントと4.5リバウンドを記録した。

## プロとしての経歴

### オースティン・スパーズ (2017–2018)
2017年のNBAドラフトでドラフト外となった後、ブライマーはシカゴ・ブルズと契約し、2017年のサマーリーグでプレーした。2017年9月25日、ブライマーはサンアントニオ・スパーズのトレーニングキャンプの名簿に追加された。彼はその後、2017年10月12日に解雇された2017年11月2日、ブライマーは2017-18シーズンのオースティン・スパーズのオープニング・ナイトのロスター入りした。

### パルチザン (2018)
2018年4月13日、ブライマーはKKパルチザンと契約した。

### オースティンへの復帰 (2018–2019)
2018年9月18日、ブライマーはサンアントニオ・スパーズとExhibit10の契約を結んだが、3日後に解雇された。2018年10月22日、ブライマーはオースティン・スパーズのトレーニングキャンプ名簿入りし、10月31日にはオースティンのオープニングナイトのロスター入りした。
2019年8月30日、フォートウェイン・マッドアンツはジョーダン・バーネットへの返還権と引き換えに、オースティン・スパーズからブライマーの返還権を取得した。2019年9月3日、ブライマーはインディアナ・ペイサーズとExhibit10契約を結んだ。2019年10月16日、ブライマーはインディアナ・ペイサーズから解雇された。

### フォートウェイン・マッドアンツ / インディアナ・ペイサーズ (2021)
2020年11月21日、ブライマーはペイサーズとExhibit10契約を結び、チームに再び加わった。2020年12月18日、ブライマーはペイサーズから解雇された。2021年1月11日、彼はフォートウェイン・マッドアンツのシングルサイトシーズンのロスター入りし、10試合に出場、23.5分で平均8.0ポイント、8.5リバウンド、2.8ブロックを記録した。
2021年4月23日、ブライマーはペイサーズとツーウェイ契約を結んだ。彼はペイサーズで5試合に出場し、1試合あたり5.8 分で平均2.6ポイントと1.6リバウンドを記録した。Gリーグのマッドアンツの10試合で、彼は1試合あたり平均8得点、8.6リバウンド、2.6ブロックを記録した。ブライマーは次のシーズンのトレーニングキャンプ直前に解雇された。

### メッツ・ガイナボ (2021)
2021年9月9日、ブライマーはバロンセスト・スペリア・ナシオナルのメッツ・ガイナボと契約した。彼は22試合で1試合あたり平均11.6 ポイント、9.6リバウンド、3.0ブロックを記録した。

### フィロウ・オーステンデ (2021–2022)
2021年11月12日、ブライマーはBNXTリーグとバスケットボール・チャンピオンズリーグのフイロウ・オーステンデと契約した。

### 秋田ノーザンハピネッツ
2022年7月13日、ブライマーはBリーグ１部の秋田ノーザンハピネッツと契約締結に至るが、来日後、契約条項に違反する事項が発覚したため、8月29日に契約解除となった。

### JL・ブール(2022-2023)
秋田との契約解除後の2022年11月8日、ユーロカップとLNBに所属するJLブールとの契約が発表された。

### バスケット・マンレサ(2024-)
2024年8月10日、LBAに所属するスカファーティ・バスケットへの加入が発表されたが、メディカルチェックを通過することが出来なかった為契約解除となり、9月24日にはリーガACBとBCLに所属するバスケット・マンレサへの加入が発表された。契約期間は2ヶ月。

## 個人成績

### NBA
| シーズン | チーム  | GP | GS | MPG | FG%  | 3P% | FT%   | RPG | APG | SPG | BPG | PPG |
| -------- | ------- | -- | -- | --- | ---- | --- | ----- | --- | --- | --- | --- | --- |
| 2020–21  | Indiana | 5  | 0  | 5.8 | .625 | —   | 1.000 | 1.6 | .2  | .0  | 1.0 | 2.6 |
| Career   | Career  | 5  | 0  | 5.8 | .625 | —   | 1.000 | 1.6 | .2  | .0  | 1.0 | 2.6 |

### 大学
| シーズン | チーム                      | GP  | GS  | MPG  | FG%  | 3P%  | FT%  | RPG | APG | SPG | BPG | PPG |
| -------- | --------------------------- | --- | --- | ---- | ---- | ---- | ---- | --- | --- | --- | --- | --- |
| 2013–14  | Connecticut                 | 40  | 17  | 16.2 | .640 | .000 | .574 | 3.0 | .3  | .1  | 2.3 | 4.1 |
| 2014–15  | Connecticut                 | 35  | 35  | 26.3 | .674 | .000 | .650 | 4.4 | .2  | .2  | 3.5 | 9.1 |
| 2015–16  | Connecticut                 | 25  | 17  | 21.0 | .663 | .000 | .824 | 4.6 | .1  | .2  | 2.7 | 6.5 |
| 2016–17  | Connecticut                 | 33  | 33  | 24.7 | .573 | .000 | .623 | 6.1 | .2  | .2  | 2.6 | 7.6 |
| Career   | [ 30 ] [ 31 ] [ 32 ] [ 33 ] | 133 | 102 | 21.9 | .637 | .000 | .644 | 4.5 | .2  | .2  | 2.8 | 6.7 |

## 参照
1. ↑  “UCONNHUSKIES.COM :: University of Connecticut Huskies Official Athletic Site :: Men's Basketball”. 2017年9月26日時点のオリジナルよりアーカイブ。2014年4月8日閲覧。
2. ↑  “UConn vs. St. Joseph's - First Round - 2014 NCAA Tournament”. YouTube. 2017年11月28日閲覧。
3. ↑  “How a freshman saved UConn's season”. New Haven Register. (2014年11月10日) 2017年11月28日閲覧。
4. ↑  “Amida Brimah scores 40 as UConn routs Coppin State, snaps skid”. ESPN. Associated Press. (2014年12月14日) 2014年12月15日閲覧。
5. ↑  “2015 American Athletic Conference All-Conference Teams”. theAmerican.org.   Sidearmsports. 2015年3月10日閲覧。
6. ↑  “Brimah, Caupain, Moore, Williams Join NBA Squads”. American Athletic Conference. (2017年6月26日) 2017年6月27日閲覧。
7. ↑  “SPURS ANNOUNCE 2017-18 TRAINING CAMP ROSTER”. nba.com. (2017年9月25日) 2017年9月25日閲覧。
8. ↑  “SPURS WAIVE AMIDA BRIMAH AND LONDON PERRANTES”. NBA.com (2017年10月12日). 2017年10月12日閲覧。
9. ↑  “Opening Night Roster”. Twitter.com (2017年11月2日). 2017年11月2日閲覧。
10. ↑  “Amida Brajma je novi centar Partizana”. kkpartizan.rs (2018年4月13日). 2018年4月13日閲覧。
11. ↑  “Spurs' Amida Brimah: Headed to camp with Spurs”. cbssports.com (2018年9月18日). 2018年9月18日閲覧。
12. ↑  “Spurs' Amida Brimah: Let go by Spurs”. cbssports.com (2018年9月21日). 2018年9月21日閲覧。
13. ↑  “Austin Spurs Announce 2018 Training Camp Roster”. NBA.com (2018年10月22日). 2018年10月22日閲覧。
14. ↑  “Austin Spurs Announce 2018-19 Opening Night Roster”. NBA.com (2018年10月31日). 2018年10月31日閲覧。
15. ↑  “Mad Ants acquire Amida Brimah from Austin”. NBA.com (2019年8月30日). 2019年8月30日閲覧。
16. ↑  “Pacers Sign Amida Brimah”. NBA.com (2019年9月3日). 2019年9月3日閲覧。
17. ↑  “Pacers Waive Three”. NBA.com (2019年10月16日). 2019年10月16日閲覧。
18. ↑  “Pacers Roster Moves - Dec. 18, 2020”. NBA.com (2020年12月18日). 2020年12月18日閲覧。
19. ↑  “Fort Wayne Mad Ants' announce 2021 roster for single site season”. NBA.com (2021年1月11日). 2021年1月11日閲覧。
20. ↑  “Amida Brimah Player Profile”. RealGM.com. 2021年4月23日閲覧。
21. ↑  “Pacers Sign Brimah, Waive Bowen”. NBA.com (2021年4月23日). 2021年4月23日閲覧。
22. ↑  “Pacers Sign Jarreau to Two-Way Contract”. NBA.com (2021年8月24日). 2021年8月28日閲覧。
23. ↑  “GUAYNABO METS SIGN AMIDA BRIMAH, RELEASE ANGEL NUNEZ”. MetsBasketball.com (2021年9月9日). 2021年9月11日閲覧。
24. 1 2  “Oostende inks Amida Brimah”. Eurobasket (2021年11月12日). 2021年11月12日閲覧。
25. ↑  “Amida Brimah rejoint Bourg-en-Bresse jusqu'à la fin de saison”.   レキップ. 2022年11月8日閲覧。
26. ↑  “Amida Brimah (ex Guaynabo) is a newcomer at Scafati”.   afrobasket.com. 2024年8月10日閲覧。
27. ↑  “VISITE MEDICHE NON SUPERATE: AMIDA BRIMAH NON POTRÀ FAR PARTE DEL ROSTER GIALLOBLÙ”.   スカファーティ・バスケット公式サイト. 2024年8月29日閲覧。
28. ↑  “Manresa lands Amida Brimah”.   afobasket.com. 2024年9月24日閲覧。
29. ↑  “Fairfield product Tyler Nelson enters the Basketball Champions League”.   eurohoops.net. 2024年9月26日閲覧。
30. ↑  http://www.uconnhuskies.com/sports/m-baskbl/stats/2014-2015/teamcume.html
31. ↑  http://www.uconnhuskies.com/sports/m-baskbl/stats/2013-2014/teamcume.html
32. ↑  http://www.uconnhuskies.com/sports/m-baskbl/stats/2015-2016/teamcume.html
33. ↑  http://www.uconnhuskies.com/sports/m-baskbl/stats/2016-2017/teamcume.html